# 537 v.Chr.
Het jaar 537 v.Chr. is een jaartal volgens de christelijke jaartelling.

## Gebeurtenissen

### Griekenland
- In Athene wordt de eerste openbare bibliotheek geopend.

### Palestina
- Zerubbabel komt in Jeruzalem aan en richt een nieuw altaar voor JHWH op.

### Perzië
- In Babylon komen afgezanten van Cilicië, Fenicië, Lydië en Ionië hun trouw betuigen aan Cyrus II.